# Filippo (apostolo)
Filippo (Betsaida, 5 circa – Ierapoli, 80) è menzionato nei Vangeli come uno dei dodici apostoli di Gesù Cristo: indicato al quinto posto nell'elenco degli Apostoli dei Vangeli sinottici e negli Atti..
Non va confuso con Filippo il diacono che evangelizzò la Samaria secondo la narrazione riportata negli Atti degli Apostoli.

## Nel Nuovo Testamento
Il santo era nativo di Betsaida, in Galilea, un paesino costiero che si affacciava sul Lago di Tiberiade e aveva dato i natali anche ai fratelli Pietro e Andrea.
L'autore del vangelo di Giovanni sembra il più propenso ad approfondire la sua figura:
- inizia la sua missione annunciando il Messia a Natanaele: « Il giorno dopo Gesù aveva stabilito di partire per la Galilea; incontrò Filippo e gli disse: «Seguimi». Filippo era di Betsàida, la città di Andrea e di Pietro. Filippo incontrò Natanaèle e gli disse: «Abbiamo trovato colui del quale hanno scritto Mosè nella Legge e i Profeti, Gesù, figlio di Giuseppe di Nazaret». Natanaèle esclamò: «Da Nazaret può mai venire qualcosa di buono?». Filippo gli rispose: «Vieni e vedi». »  ( Giovanni 1,43-46, su laparola.net.)

- viene richiamato all'attenzione da Cristo sui pani da procurare alla folla prima del miracolo della moltiplicazione dei pani: « Alzati quindi gli occhi, Gesù vide che una grande folla veniva da lui e disse a Filippo: «Dove possiamo comprare il pane perché costoro abbiano da mangiare?». Diceva così per metterlo alla prova; egli infatti sapeva bene quello che stava per fare. Gli rispose Filippo: «Duecento denari di pane non sono sufficienti neppure perché ognuno possa riceverne un pezzo». »  ( Giovanni 6,5-7, su laparola.net.)

Sempre Giovanni (Gv12,20-22) narra che, poco prima della Passione, l'apostolo viene visitato da alcuni greci, ossia giudei ellenisti, che si trovavano a Gerusalemme per celebrare la Pasqua, che desideravano incontrare Gesù. È probabile che l'apostolo parlasse la loro lingua e che si potesse prestare come interprete e ciò testimonia l'alta autorevolezza di cui Filippo godeva nel collegio apostolico; egli a sua volta consulta Andrea, e la coppia degli apostoli esegue la richiesta dei proseliti al cospetto di Gesù, e da ciò scaturisce la risposta di Gesù sul sacrificio che egli sta per compiere e l'annuncio che la sua ora è venuta: il chicco di grano, caduto in terra, muore e produce molto frutto, seguito poi da una preghiera innalzata al Padre affinché egli glorifichi il suo nome.
Ne consegue una solenne proclamazione dal cielo (Bat kol): «L'ho glorificato e di nuovo lo glorificherò» che annuncia la futura glorificazione del Figlio dell'uomo e che si chiude con Gesù che profetizza che egli "sarà elevato da terra" per prefigurare il suo innalzamento sulla croce (23-33).
- infine, avendo chiesto a Gesù di mostrare a loro il Padre e basta, riceve questa risposta con tono di rimprovero: « da tanto tempo sono con voi e tu non mi hai conosciuto, Filippo? Chi ha visto me, ha visto il Padre... »  ( Giovanni 14,8-9, su laparola.net.)

## Predicazione e morte adIerapoli

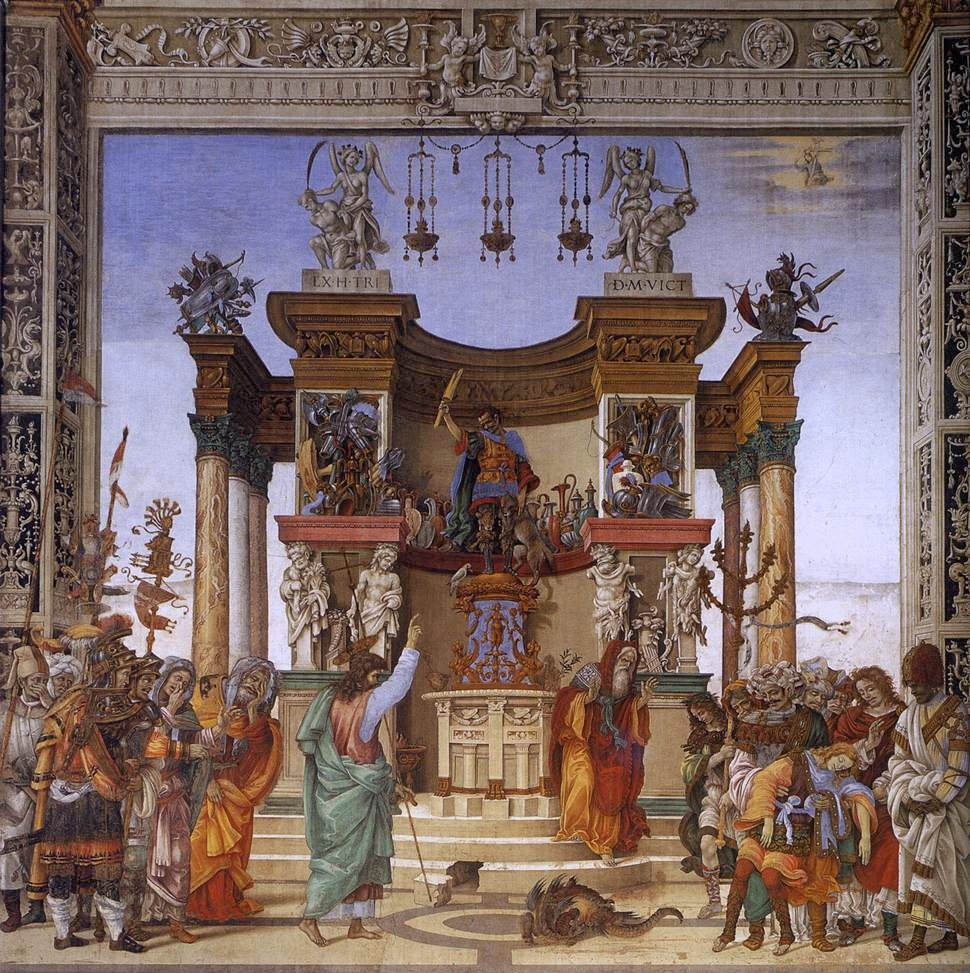
San Filippo scaccia il drago dal tempio di Marte, 1487-1502, affresco di Filippino Lippi conservato nella Basilica di Santa Maria Novella a Firenze.

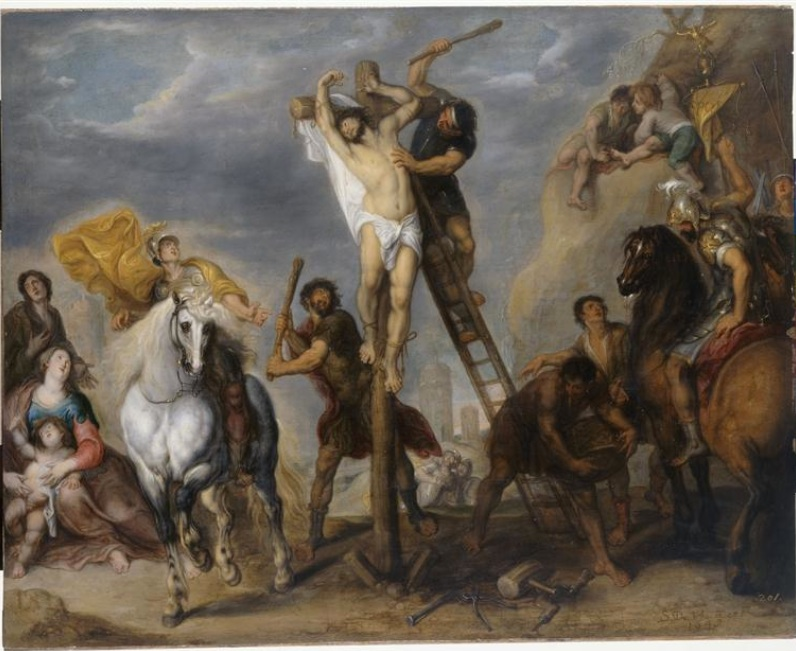
Il Martirio di san Filippo, dipinto del 1645. Simon de Vos

Secondo alcune fonti apocrife, poi riprese nella Legenda Aurea di Jacopo da Varagine, Filippo avrebbe evangelizzato per vent'anni la Scizia, a fianco delle sue due figlie vergini che portava sempre con sé. Un giorno l'apostolo venne catturato da alcuni pagani, i quali lo trascinarono nel tempio di Marte e lo costrinsero a compiere un sacrificio davanti alla statua del dio. In quello stesso istante il piedistallo della statua si sgretolò e dalla cavità uscì un drago che si avventò sul figlio del sacerdote che stava preparando il fuoco per il sacrificio. Il drago, con il suo alito venefico, uccise sia lui che due tribuni, avvelenando molti degli astanti; Filippo scacciò il drago e resuscitò coloro che erano stati uccisi dal demonio, guarendo infine gli ammalati che avevano respirato le sue esalazioni pestifere.

Filippo giunse a Hierapolis - città sacra ad Apollo e sede di un oracolo molto importante nell'antichità - nella regione della Frigia (al centro dell'Anatolia), dove operò molte conversioni al cristianesimo. L'adesione alla nuova fede della moglie del proconsole attirò l'ira del militare romano, il quale lo fece inchiodare a un albero a testa in giù, come rappresentato nell'iconografia tradizionale. Dopo la sua morte fu seppellito nel luogo. Molti viaggiatori e religiosi dei secoli successivi, tra i quali Eusebio di Cesarea, citano nei loro scritti la tomba dell'apostolo guaritore. Policrate di Efeso, vescovo di Efeso nella seconda metà del II secolo, scrisse, in una lettera indirizzata a papa Vittore I, il seguente passo: 
La dimora eterna dell'apostolo divenne meta di venerazione; a un certo punto le spoglie di Filippo furono traslate a Costantinopoli e poi a Roma; benché la città di Hierapolis, sconvolta da più terremoti, finisse per esser abbandonata, il pellegrinaggio si mantenne per tutto il Medioevo. Nel 1190 Federico Barbarossa fece sfilare l'armata dei crociati all'interno della città in rovina per celebrare la memoria dell'apostolo.

## Riscoperta della tomba di Filippo
Nel 2008 a Pamukkale, l'antica Ierapoli (Hierapolis), un'équipe di archeologi italiani guidati da Francesco D'Andria dell'Università di Lecce ha identificato, in un sito denso di moltissime tombe, le tracce di una basilica a tre navate con nartece, sorta attorno al sepolcro dell'apostolo. La notizia è stata resa nota nel 2011.
"Doulos tou apostolou Philippou", ovvero "servo dell'apostolo Filippo": è la scritta che il prof. D'Andria ha ritrovato nel 2015 nel complesso basilicale del IV secolo a Hierapolis, conferma inequivocabile dell'identità della tomba del I secolo ivi conservata; sulle pareti graffite l'epigrafista dell'Università La Sapienza Francesco Guizzi ha ricostruito numerose invocazioni rivolte a Filippo, sia in lingua greca che in quella armena, a dimostrazione che il santuario godeva di fama internazionale.

## Culto
È venerato come santo dalla Chiesa cattolica  (festa liturgica il 3 maggio o l'11 maggio (messa tridentina), dalla Chiesa anglicana (1º maggio), dalla Chiesa ortodossa (14 novembre), dalla Chiesa copta il 18 novembre, dalla Chiesa armena il 17 novembre.

### Reliquie
I resti di San Filippo riposano a Roma nella Basilica dei Santi XII Apostoli. Per esigenze di culto alcune reliquie sono state portate nelle chiese dedicate al Santo. Una reliquia viene anche conservata nel monastero di Kykkos a Cipro.

### Patronati
San Filippo, di solito assieme a san Giacomo il Minore, è patrono di numerosi comuni italiani:
- Aidone (Provincia di Enna)
- Airole (IM)
- Andora (SV)
- Azzone (BG)
- Campitello di Fassa (TN)
- Canosa Sannita (CH)
- Carovigno (BR)
- Castelleone (CR)
- Chialamberto (TO)
- Chiesa in Valmalenco (SO)
- Cornaredo (MI)
- Cortina d'Ampezzo (BL)
- Diso (LE)
- Erbezzo (VR)
- Farra d'Alpago (BL)
- Faver (TN)

- Frascati (RM)
- Gavardo (BS)
- Giussano MB
- Laveno Mombello (VA)
- Monte Castello di Vibio (PG)
- Monterotondo (RM)
- Nemi (RM)
- Piea (AT)
- Predazzo (TN)
- Rueglio (TO)
- Scarperia (FI)
- Selvino (BG)
- Serramezzana (SA)
- Terres (TN)
- Zambana (TN)
- Pesaro

Inoltre è patrono di altre città, come ad esempio Kamenz (Germania), Verlicca (Croazia), Philippeville (Belgio), Montevideo (Uruguay).

### Celebrazioni popolari
Ogni chiesa dedicata al Santo celebra la ricorrenza liturgica con le modalità elaborate nei secoli dalla pietà popolare. Per esempio la chiesa di Santa Maria La Cava ad Aidone (EN) conservava reliquie degli apostoli san Filippo e san Giacomo, la cui presenza è attestata a partire dal 1633. Il 1º maggio di ogni anno la statua di san Filippo, custodita insieme alle reliquie e ritenuta miracolosa, viene portata in processione per le vie del paese. La statua attuale venne realizzata nel 1801, con grande spesa, in tiglio e con la veste rivestita di foglia oro. I fedeli, provenienti da tutta la provincia di Enna, Catania e Messina, effettuano lunghi pellegrinaggi a piedi per chiedere grazia o ringraziare di grazie ricevute e, secondo l'usanza si presentano davanti alla statua con un cero acceso e dei nastri colorati chiamati “zagaredd”.
Si narra che l'apostolo scacci con il suo bastone chi richieda insistentemente una grazia senza fede.

## Scritti
Due sono gli scritti apocrifi che vengono attribuiti a questo apostolo:
- Atti di Filippo
- Vangelo secondo Filippo

## Nell'arte

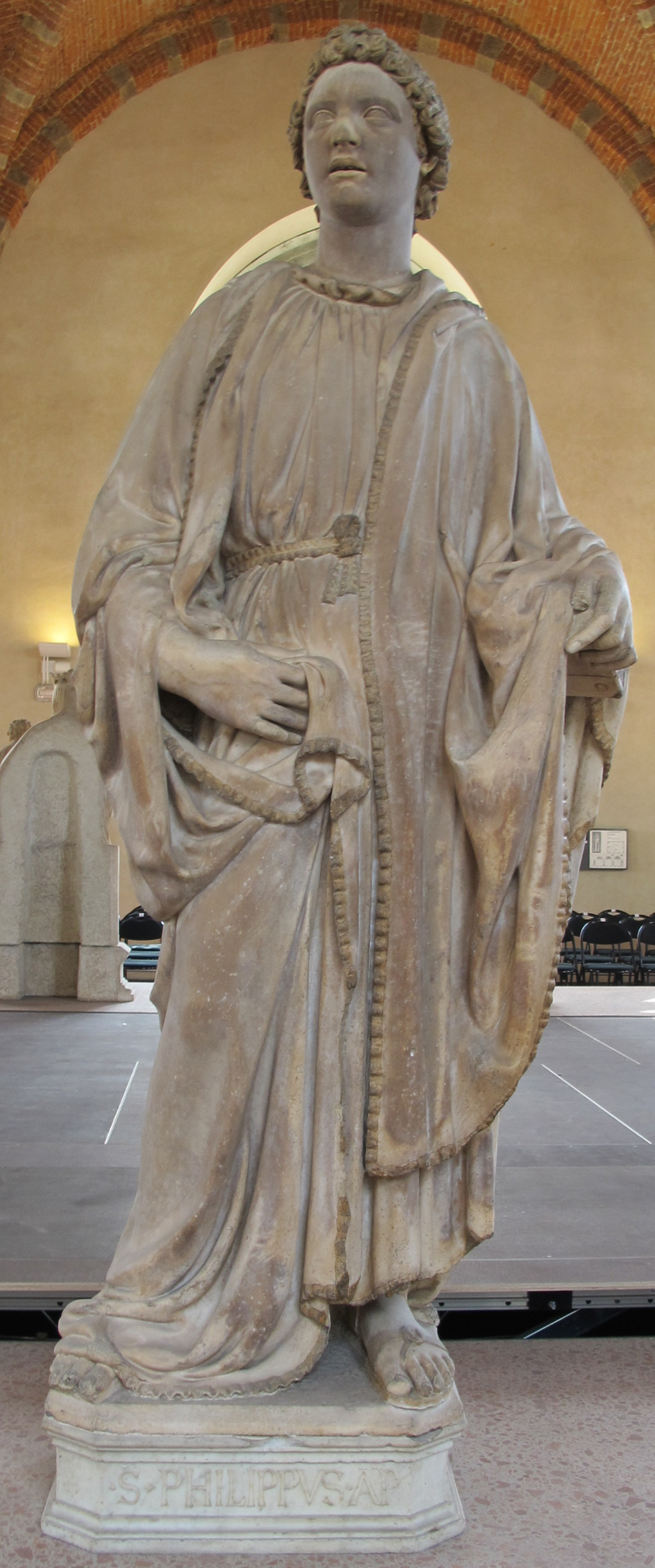
San Filippo, scultura di Nanni di Banco, 1410-1412 circa, Firenze, Museo di Orsanmichele.
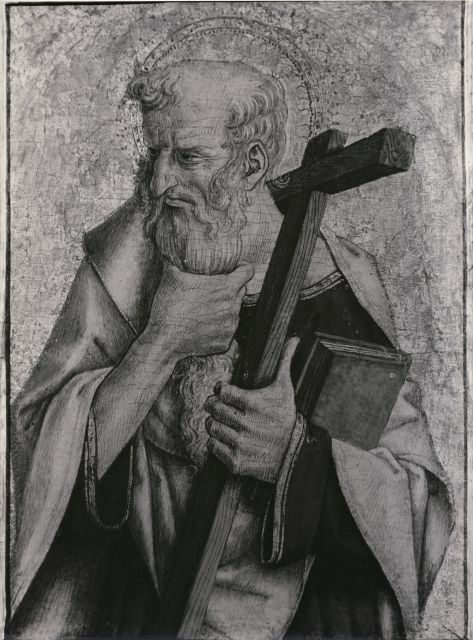
San Filippo Apostolo di Carlo Crivelli, 1472, parte del Polittico del 1472, a Milano, Pinacoteca del Castello Sforzesco
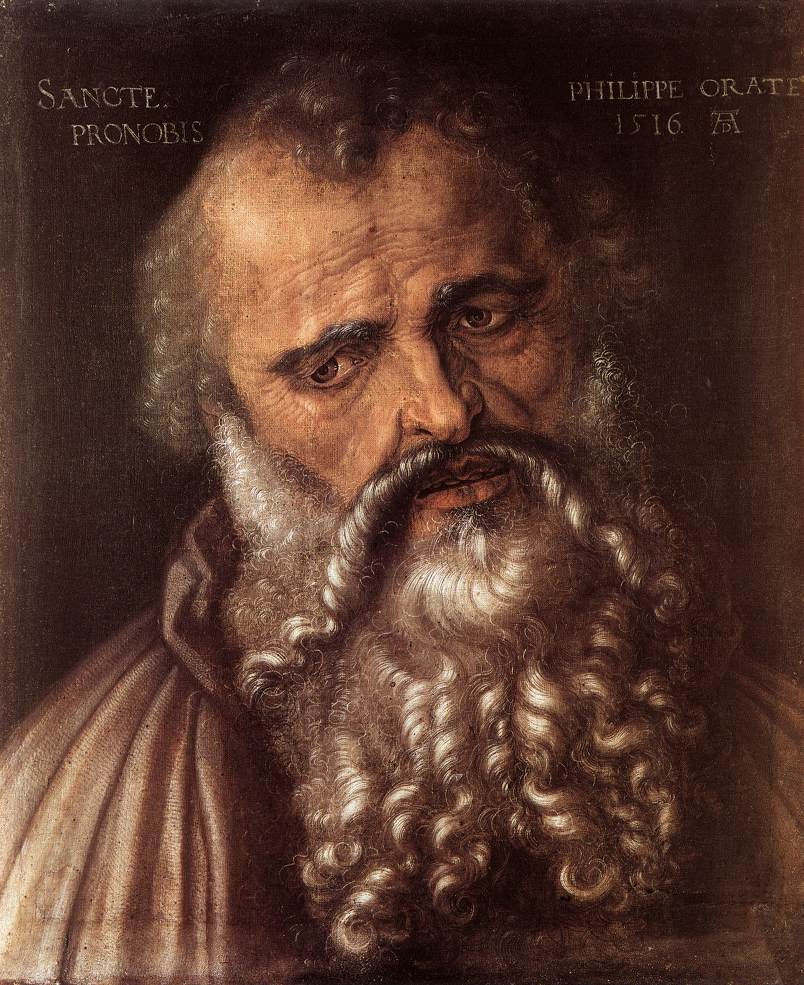
San Filippo apostolo, dipinto di Albrecht Dürer, 1516, Firenze, Galleria degli Uffizi
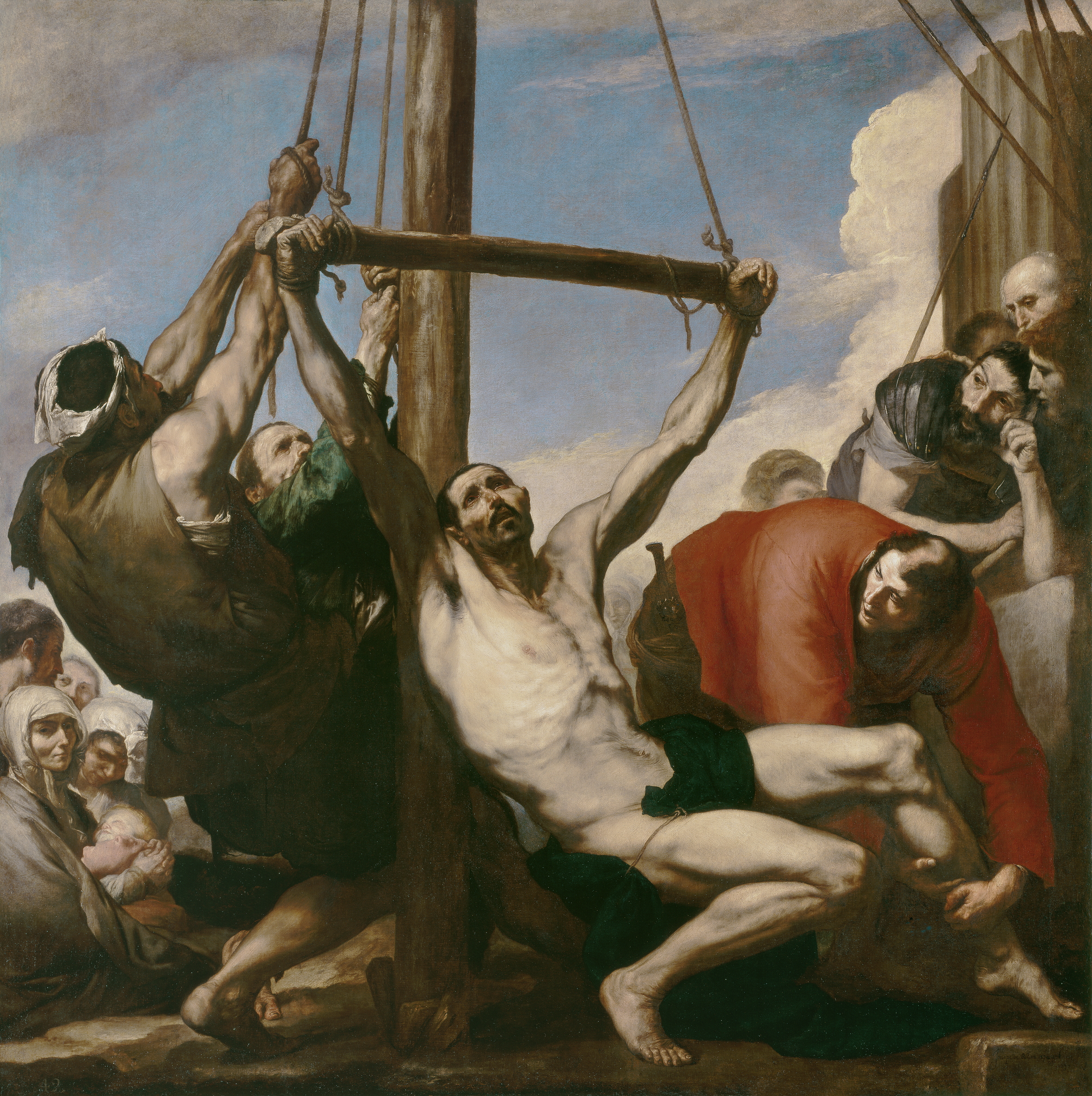
Martirio di san Filippo, dipinto di Jusepe de Ribera, 1634, Madrid, Museo del Prado